# Filmografía de Leopoldo Torre Nilsson

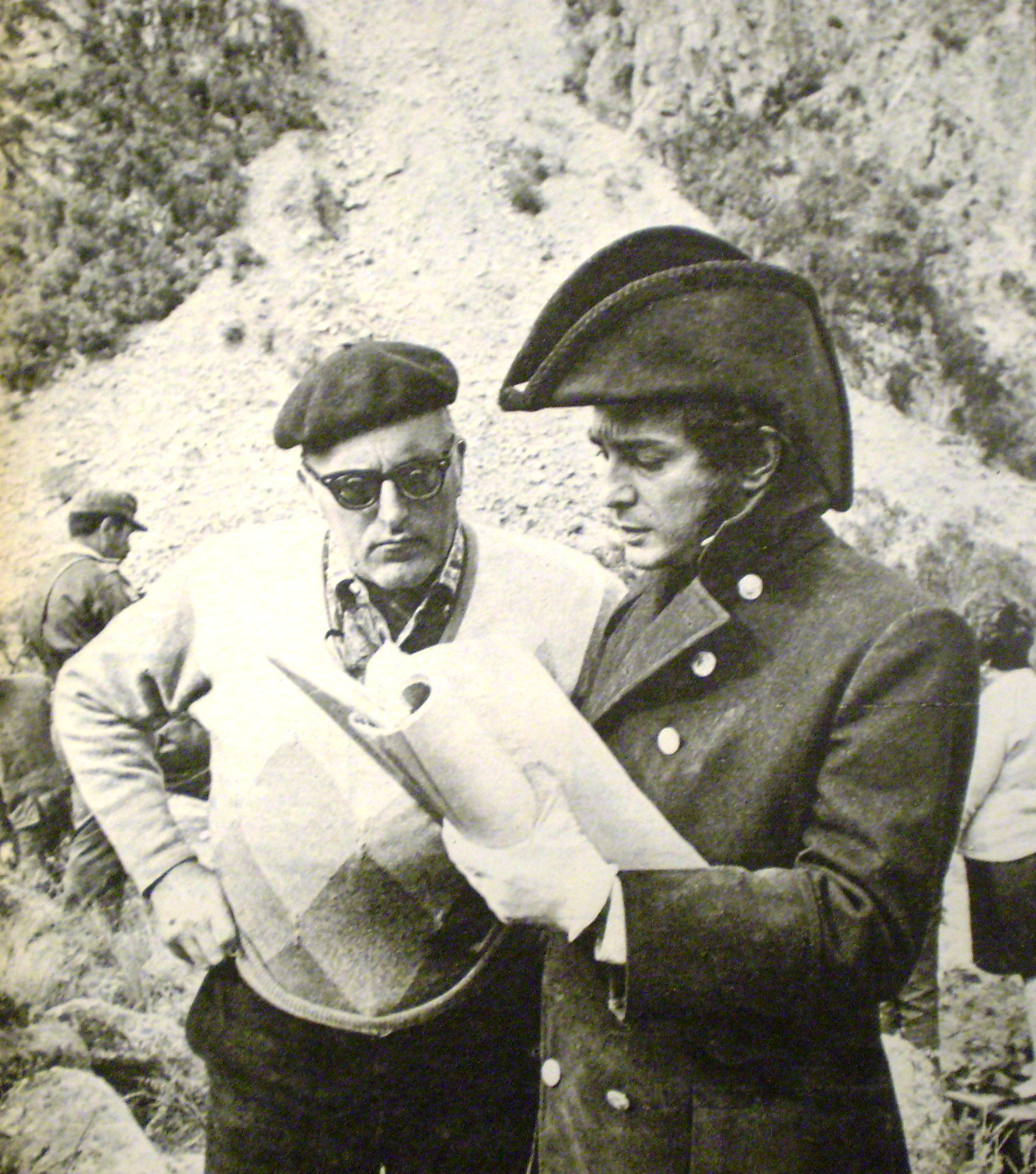
Torre Nillson dirigiendo al actor Alfredo Alcón.

Leopoldo Torre Nilsson comenzó a trabajar en la década de los años cuarenta en la industria cinematográfica como asistente de dirección de su padre, Leopoldo Torres Ríos. En 1947 estrenó su primer cortometraje, "El muro", basado en un cuento escrito por el mismo Torre Nilsson, que representaba el más puro cine de autor. En 1950 realizó junto a su padre "El crimen de Oribe", inspirada en la novela de Adolfo Bioy Casares. 
Posteriormente, Torre Nilsson dedicó gran parte de su carrera a las adaptaciones literarias al lenguaje cinematográfico. Sus películas fueron presentadas en numerosos festivales de cine, como ser Festival de Cine de Cannes, Festival de Cine de Berlín, Festival de Cine de Moscú, entre otras.

## Cómo director
| Año  | Película                        | Notas                                                                                         |
| ---- | ------------------------------- | --------------------------------------------------------------------------------------------- |
| 1950 | El crimen de Oribe              | Codirigida con Leopoldo Torres Ríos                                                           |
| 1953 | El hijo del crack               | Codirigida con Leopoldo Torres Ríos                                                           |
| 1954 | Días de odio                    | Protagonizada por Elisa Galvé                                                                 |
| 1954 | La Tigra                        | Estrenada con cortes en 1964                                                                  |
| 1955 | Para vestir santos              | Protagonizada por Tita Merello                                                                |
| 1956 | Graciela                        | Protagonizada por Elsa Daniel                                                                 |
| 1957 | La casa del ángel               | Protagonizada por Elsa Daniel y Lautaro Murúa                                                 |
| 1958 | El secuestrador                 | Protagonizada por Leonardo Favio y María Vaner                                                |
| 1959 | La caída                        | Protagonizada por Elsa Daniel                                                                 |
| 1960 | Fin de fiesta                   | Protagonizada por Leonardo Favio y Graciela Borges                                            |
| 1960 | Un guapo del 900                | Protagonizada por Alfredo Alcón y Élida Gay Palmer                                            |
| 1961 | La mano en la trampa            | Protagonizada por Elsa Daniel y Francisco Rabal                                               |
| 1961 | Piel de verano                  | Protagonizada por Alfredo Alcón y Graciela Borges                                             |
| 1962 | Setenta veces siete             | Protagonizada por Isabel Sarli y Francisco Rabal                                              |
| 1962 | Homenaje a la hora de la siesta | Quatro mulheres para um heroi, en portugués - con Alida Valli, Paul Guers y Alexandra Stewart |
| 1963 | La terraza                      | Protagonizada por Graciela Borges                                                             |
| 1966 | El ojo que espía                | Protagonizada por Janet Margolin                                                              |
| 1967 | La chica del lunes              | Protagonizada por Graciela Borges                                                             |
| 1967 | Los traidores de San Ángel      | Protagonizada por Ian Hendry y Lautaro Murúa                                                  |
| 1968 | Martín Fierro                   | Protagonizada por Alfredo Alcón, Lautaro Murúa y Fernando Vegal                               |
| 1970 | El santo de la espada           | Protagonizada por Alfredo Alcón y Evangelina Salazar                                          |
| 1971 | Güemes, la tierra en armas      | Película presentada en el Festival de Cine de Moscú                                           |
| 1972 | La maffia                       | Protagonizada por Alfredo Alcón, Thelma Biral y China Zorrilla                                |
| 1973 | Los siete locos                 | Protagonizada por Alfredo Alcón y Leonor Manso                                                |
| 1974 | Boquitas pintadas               | Protagonizada por Alfredo Alcón, Marta González y Luisina Brando                              |
| 1975 | El Pibe Cabeza                  | Protagonizada por Alfredo Alcón y Marta González                                              |
| 1975 | La guerra del cerdo             | Protagonizada por José Slavin y Marta González                                                |
| 1976 | Piedra libre                    | Protagonizada por Marilina Ross, Luisina Brando y Juan José Camero                            |

## Cómo guionista
| Año  | Película                        | Notas |
| ---- | ------------------------------- | ----- |
| 1952 | Facundo, el tigre de los llanos |       |
| 1971 | Güemes, la tierra en armas      |       |
| 1982 | Fiebre amarilla                 |       |

## Como productor
| Año  | Película                       | Notas                                                        |
| ---- | ------------------------------ | ------------------------------------------------------------ |
| 1971 | Y que patatín... y que patatán |                                                              |
| 1976 | Adios Sui Generis              | Documental sobre el último concierto de la banda Sui Generis |

## Como asistente de dirección
| Año  | Película                       | Notas                              |
| ---- | ------------------------------ | ---------------------------------- |
| 1939 | Los pagarés de Mendieta        | Dirigidas por Leopoldo Torres Ríos |
| 1940 | Sinvergüenza                   | Dirigidas por Leopoldo Torres Ríos |
| 1941 | El mozo número 13              | Dirigidas por Leopoldo Torres Ríos |
| 1942 | El comisario de Tranco Largo   | Dirigidas por Leopoldo Torres Ríos |
| 1942 | ¡Gaucho!                       | Dirigidas por Leopoldo Torres Ríos |
| 1942 | El juego del amor y del azar   | Dirigidas por Leopoldo Torres Ríos |
| 1942 | Santos Vega vuelve             | Dirigidas por Leopoldo Torres Ríos |
| 1942 | El hombre del sábado           | Dirigidas por Leopoldo Torres Ríos |
| 1942 | Romance sin palabras           | Dirigidas por Leopoldo Torres Ríos |
| 1942 | Pelota de trapo                | Dirigidas por Leopoldo Torres Ríos |
| 1942 | El hijo de la calle            | Dirigidas por Leopoldo Torres Ríos |
| 1942 | El nieto de Congreve           | Dirigidas por Leopoldo Torres Ríos |
| 1942 | Pantalones cortos              | Dirigidas por Leopoldo Torres Ríos |
| 1942 | El hombre de las sorpresas     | Dirigidas por Leopoldo Torres Ríos |
| 1946 | La tía de Carlos               | Dirigidas por Leopoldo Torres Ríos |
| 1947 | La mujer más honesta del mundo | Dirigidas por Leopoldo Torres Ríos |

## Como intérprete
| Año  | Película                   | Notas |
| ---- | -------------------------- | ----- |
| 1954 | La Tigra                   |       |
| 1971 | Güemes, la tierra en armas |       |